# 金龙乡 (蓬溪县)
金龙乡，是中华人民共和国四川省遂宁市蓬溪县曾经下辖的一个乡。2019年9月，撤销金龙乡，将其所属行政区域划归三凤镇管辖。

## 行政区划
金龙乡撤销前下辖以下地区：
金龙社区、新宇村、珠槽沟村、西充沟村、杨柳沟村、降龙村、石村垭村、瓦窑沟村、乃堂坝村、岳家沟村和田竹垭村。